# Alper Demirol
Alper Emre Demirol, född 1 oktober 2002, är en svensk fotbollsspelare som spelar för turkiska Fatih Karagümrük.

## Klubblagskarriär
Alper Demirols moderklubb är Hammarby IF. Under ungdomsåren representerade han även Djurgårdens IF och IF Brommapojkarna innan han återvände till Hammarby IF som 17-åring.

### Hammarby IF
Den 5 februari 2022 debuterade Demirol som 19-åring i A-laget, då han fick chansen i träningsmatchen mot IFK Göteborg.
Efter att ha inlett säsongen med spel i farmarklubben Hammarby TFF i Ettan Norra fick Demirol debutera i Allsvenskan den 26 juni 2022. Med knappt tio minuter kvar att spela hoppade Demirol in i ett 0-2-underläge mot BK Häcken. Under sitt inhopp stod han bland annat för en assist, när Hammarby IF fick med sig ett 2-2-resultat.
En knapp månad efter att han debuterat i Allsvenskan skrev Demirol på ett 2,5 år långt A-lagskontrakt med klubben. I mars 2024 lånades han ut till Degerfors IF på ett låneavtal fram till sommaren. I september 2024 lånades Demirol ut till Skövde AIK.

### Fatih Karagümrük
I februari 2025 värvades Demirol av turkiska Fatih Karagümrük.

## Statistik
| Klubb              | Säsong             | Liga               | Liga    | Liga | Nationell cup | Nationell cup | Internationell cup | Internationell cup | Totalt  | Totalt |
| Klubb              | Säsong             | Division           | Matcher | Mål  | Matcher       | Mål           | Matcher            | Mål                | Matcher | Mål    |
| ------------------ | ------------------ | ------------------ | ------- | ---- | ------------- | ------------- | ------------------ | ------------------ | ------- | ------ |
| Hammarby IF        | 2022               | Allsvenskan        | 13      | 0    | 2             | 0             | —                  | —                  | 15      | 0      |
| Hammarby IF        | 2023               | Allsvenskan        | 16      | 0    | 6             | 0             | 1                  | 0                  | 23      | 0      |
| Hammarby IF        | 2024               | Allsvenskan        | 0       | 0    | 1             | 0             | —                  | —                  | 1       | 0      |
| Hammarby IF        | Totalt             | Totalt             | 29      | 0    | 9             | 0             | 1                  | 0                  | 39      | 0      |
| Hammarby TFF (lån) | 2022               | Ettan Norra        | 5       | 0    | 0             | 0             | —                  | —                  | 5       | 0      |
| Hammarby TFF (lån) | 2023               | Ettan Norra        | 1       | 0    | 0             | 0             | —                  | —                  | 1       | 0      |
| Hammarby TFF (lån) | Totalt             | Totalt             | 6       | 0    | 0             | 0             | —                  | —                  | 6       | 0      |
| Degerfors IF (lån) | 2024               | Superettan         | 12      | 1    | 0             | 0             | —                  | —                  | 12      | 1      |
| Skövde AIK (lån)   | 2024               | Superettan         | 8       | 0    | 0             | 0             | —                  | —                  | 8       | 0      |
| Fatih Karagümrük   | 2024/2025          | TFF 1. Lig         | 1       | 0    | 1             | 0             | —                  | —                  | 2       | 0      |
| Totalt i karriären | Totalt i karriären | Totalt i karriären | 56      | 1    | 10            | 0             | 1                  | 0                  | 67      | 1      |